# Рельеф (скульптура)

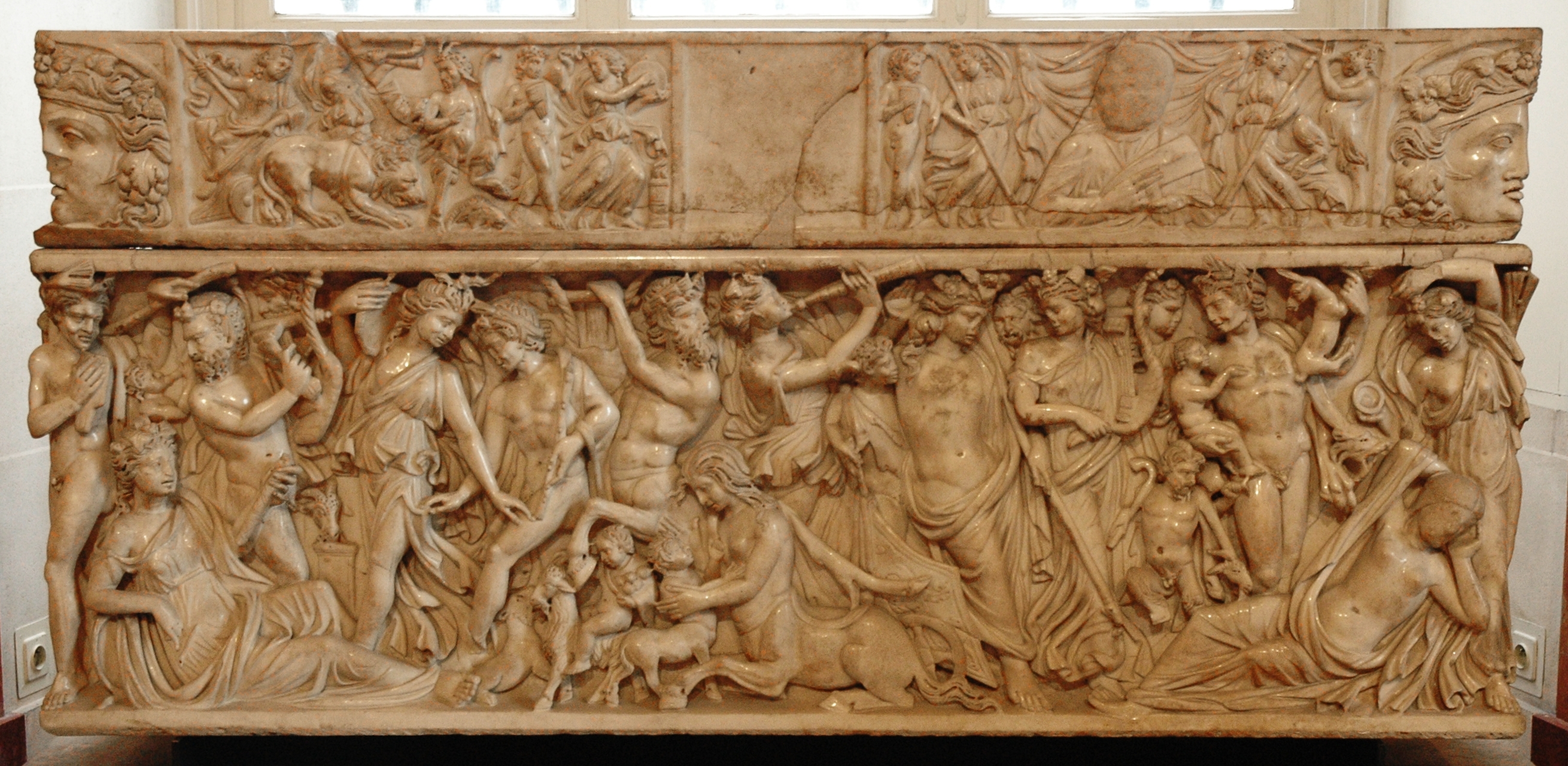
Ариадна и Дионис. Рельеф древнеримского мраморного саркофага. начало III в. н. э. Лувр, Париж

Релье́ф (итал. rilievo, фр. relief, из лат. relevo от лат. relevare — приподнимать, освобождать) — выпуклое изображение на плоскости, разновидность скульптуры, в которой изображение создаётся с помощью объёма, частично выступающего из плоскости фона. Создание рельефного изображения предполагает впечатление, что форма «приподнимается» над плоскостью фона. Отсюда этимология.
Рельеф создаётся способом сокращения третьего измерения (глубины) объёма, как бы уплощением круглой скульптуры. Поэтому даже невысокий рельеф предполагает не только фронтальное, но и ракурсное восприятие (под разными углами зрения). Исключение составляют контррельеф (койлонаглиф) и так называемый «живописный рельеф», почти не возвышающийся над плоскостью фона.
В рельефе «выступающие и заглублённые части изображения как бы сдавлены, ограничены двумя фронтально расположенными плоскостями. Глубинные измерения пропорционально сокращаются, форма уплощена, и мастерство художника заключается в том, чтобы в столь сжатых планах передать ощущение глубины. При этом общая фронтальность изображения (которая обусловлена двумя воображаемыми плоскостями переднего и дальнего планов) позволяет органично сочетать рельеф с архитектурой, чем и объясняется его долгая жизнь в истории искусства».

## Принцип рельефа
В классическом рельефе художественная выразительность изображения достигается в меньшей мере зрительными (оптическими) качествами, а в большей — двигательно-осязательными («моторными» и «тактильными») свойствами художественной формы. Эту особенность и методику создания рельефного изображения образно разъяснял немецкий скульптор и выдающийся теоретик искусства А. фон Гильдебранд в знаменитой книге «Проблема формы в изобразительном искусстве». Он писал: «Представим себе две стоящие параллельно стеклянные стены и между ними фигуру, положение которой параллельно стенам и таково, что её крайние точки их касаются… Фигура, если смотреть на неё спереди сквозь стеклянную стену, объединяется… в едином плоскостном слое… Её крайние точки, касаясь стеклянных стен, представляются, даже если эти стены мысленно отбросить, лежащими на общей плоскости». Этот способ является универсальным, писал Гильдебранд, для всех видов «зрительных искусств», он становится как бы необходимым условием художественного восприятия формы и пространства, но этот способ, одновременно, «есть не что иное, как господствующее в греческом искусстве представление рельефа… И ценность художественного произведения определяется степенью, в какой это единство достигнуто».
Рельефы в истории искусства известны с глубокой древности, но классическую форму приобретают в античном искусстве, что связано с интенсивным развитием архитектурной композиции. В архитектуре барельефы, как и горельефы, и круглые фигуры, чаще сосредоточивали в верхней части здания: на метопах дорического ордера, сплошной ленте фриза ионического ордера, в тимпанах фронтонов. Историк архитектуры Н. И. Брунов писал о всеобщем «принципе рельефности», свойственном античному и, шире, классическому искусству: «Принцип рельефной композиции представляет собой существенное начало, объединяющее архитектурные и скульптурные формы». Даже для классических статуй, то есть в круглой скульптуре, писал Брунов, «характерна ориентация на фон стены сзади».
Рельефные изображения, по определению органично связанные с плоскостью, востребованы не только в архитектуре, но и в монументально-декоративном и декоративно-прикладном искусстве. Фигурное или орнаментальное рельефное и контррельефное изображения выполняются из камня, глины, металла, дерева с помощью лепки, резьбы или чеканки.

## Разновидности рельефа
- Барельеф (фр. bas-relief — низкий рельеф) — выпуклое изображение, которое выступает над плоскостью фона, как правило, не более чем на половину своего объёма.
- Горельеф (фр. haut-relief — высокий рельеф) — выпуклое изображение, которое выступает над плоскостью фона более чем на половину своего объёма.
- Контррельеф (от лат. contra — против + рельеф) — углублённый, врезанный в плоскость фона «негативный» рельеф; при этом рельефность изображения воспринимается с оборотной стороны изделия из просвечивающего материала, как в резных камнях — инталиях, либо в отпечатке на бумагу, как, например, в печатях и в иных печатных формах (матрицах).
- Койлонаглиф (койланаглиф) (др.-греч. κοιλοτης — углубление, впадина и др.-греч. γλύφω — вырезаю) или анкрё (фр. en creux — во впадине, в полости) — рельеф с углублённым контуром и заглублённой, но слегка выпуклой моделировкой объёма как бы вставленного в углубление; характерен для архаичных культур.
- Сквозной рельеф — контурное изображение с отсутствующей (частично или полностью) поверхностью фона, воспринимаемого на просвет. Иногда такой рельеф делается двусторонним. Изобретён в России в XX веке скульптором И. С. Ефимовым[6].

## Рельеф в истории искусства
Древние греки использовали слово «изображение» синонимично понятию слепок (др.-греч. τύπος). В «легенде Бутада», повествующей о происхождении рисунка и живописи, не случайно рассказывается об изображении, сделанном углублённой линией, которая затем была заполнена цветной глиной (из оригинального текста не ясно, был ли это углублённый в плоскость или выпуклый рельеф).
Греческая легенда указывает и на связь эллинской архаики с рельефными изображениями, распространенными в искусстве Древнего Египта, Персии, Месопотамии, — так называемый койлонаглиф, или врезанный в плоскость, углублённый рельеф. Такое изображение, в отличие от контррельефа (обратного, зеркального «типоса», или инталии; итал.  intaglio — врезание), представляет собой выпуклый рельеф, но как бы «вдвинутый» в плоскость основы — каменной плиты или деревянной доски. Мастер начинал работу с контурного рисунка, затем врезал, углублял контур и, последовательно снимая материал слой за слоем, добивался тончайшей игры поверхности.
Согласно одной из версий, подобный тип рельефного изображения появился от желания мастера обезопасить своё произведение от повреждений: сколов и затёртости поверхности, тем более что рельефы были полихромными, их покрывали тонким слоем краски (окраска древних памятников не сохранилась). В частности, Кинк Х. А., описывая древнеегипетские храмы, отмечает, что вогнутый (врезанный) рельеф менее подвержен разрушению, чем выпуклый. Другая, более обоснованная версия, говорит о том, что в архаическом искусстве мастер не овладевал свободным пространственным мышлением во всех трёх измерениях, а лишь фиксировал на плоскости отдельные зрительные проекции, в некоторых случаях совмещая фронтальную и профильную проекции или два профиля в одной композиции. Такому мышлению, называемому симультанным (одновременным), способствовало желание зрительно сохранить массив каменного блока или плоскости плиты, поскольку подобные рельефы связаны с архитектурной композицией. Позднее для рельефов «египетского типа» появилось французское название «анкрё» (фр. en creux — во впадине, в полости).
В Древней Греции рельефами украшали вотивные предметы, надгробные стелы, кенотафы, саркофаги, а также базы статуй. В орнаментальных мотивах, возникали двуплановые рельефы — одни элементы изображения находятся в передней плоскости, другие — на углублённой поверхности фона. Такие рельефы характерны для искусства мусульманского Египта X—XII веков, памятников архитектуры Индии, русской народной резьбы по камню и дереву, в частности в каменных рельефах владимиро-суздальской школы архитектуры и белокаменной резьбы, и в нижегородской народной резьбе по дереву.
Шедевром искусства рельефа является так называемый «Трон Людовизи» (490—450 гг. до н. э.), хранящийся в Палаццо Альтемпс в Риме. Это произведение (вероятно, стенки жертвенника) создано в сложной технике «живописного рельефа», в котором поверхность выступающих и слегка заглублённых в плоскость частей формы создаёт игру фигуры и фона: в одних местах фон чуть заглубляется, в других выступает, вызывая ощущение глубины изобразительного пространства.
Барельеф характерен для искусства классики и классицизма. Поздней античности, эпохе эллинизма, а также стилю барокко XVII—XVIII веков более свойствен экспрессивный горельеф, формы которого выступают из плоскости фона более чем на половину своего объёма, например грандиозный горельефный фриз Алтаря Зевса в Пергаме. Горельеф иногда почти неотличим от круглой скульптуры. В средневековье статуи, как правило, были зрительно связаны с плоскостью стены, ограничены архитектоническими обрамлениями, консолями (снизу) и балдахинами (сверху), отчего воспринимаются как рельефы, например «Бамбергский всадник». Это создаёт особенно целостное, органичное пространство скульптуры и архитектуры (нем.  Lebensraum — жизненное пространство, естественное место).
В эпоху итальянского Возрождения скульптор и бронзолитейщик Л. Гиберти в 1425—1452 годах создал своё самое известное произведение — бронзовые рельефы восточных дверей Флорентийского баптистерия, которые великий Микеланджело назвал «Вратами Рая» (La Porta del Paradiso). В этих рельефах Гиберти, пользуясь утончённой пространственной системой изображения, сумел передать не только сложные ракурсы фигур, но даже перспективу архитектурного и сельского пейзажа. Фигуры первого плана сделаны почти скульптурно, а самый дальний план едва намечен тончайшим рельефом, более похожим на рисунок. Бронза, создающая блики на поверхности, может превращать «тонкий рельеф» почти в светопись, но и мрамор в руках художника может стать живописным.
Тенденция живописности рельефных изображений усилилась в эпоху барокко. Характерным примером являются «рельефные картины» школы Дж. Л. Бернини в церкви Сант-Аньезе-ин-Агоне в Риме.
Подмечено также, что в развитии каждого исторического типа искусства «рельефные изображения чаще используются либо на самых ранних, архаических этапах развития художественного стиля, либо в относительно поздние стадии перехода от классики к маньеризму. Круглая скульптура более распространена в классические периоды».

## Галерея

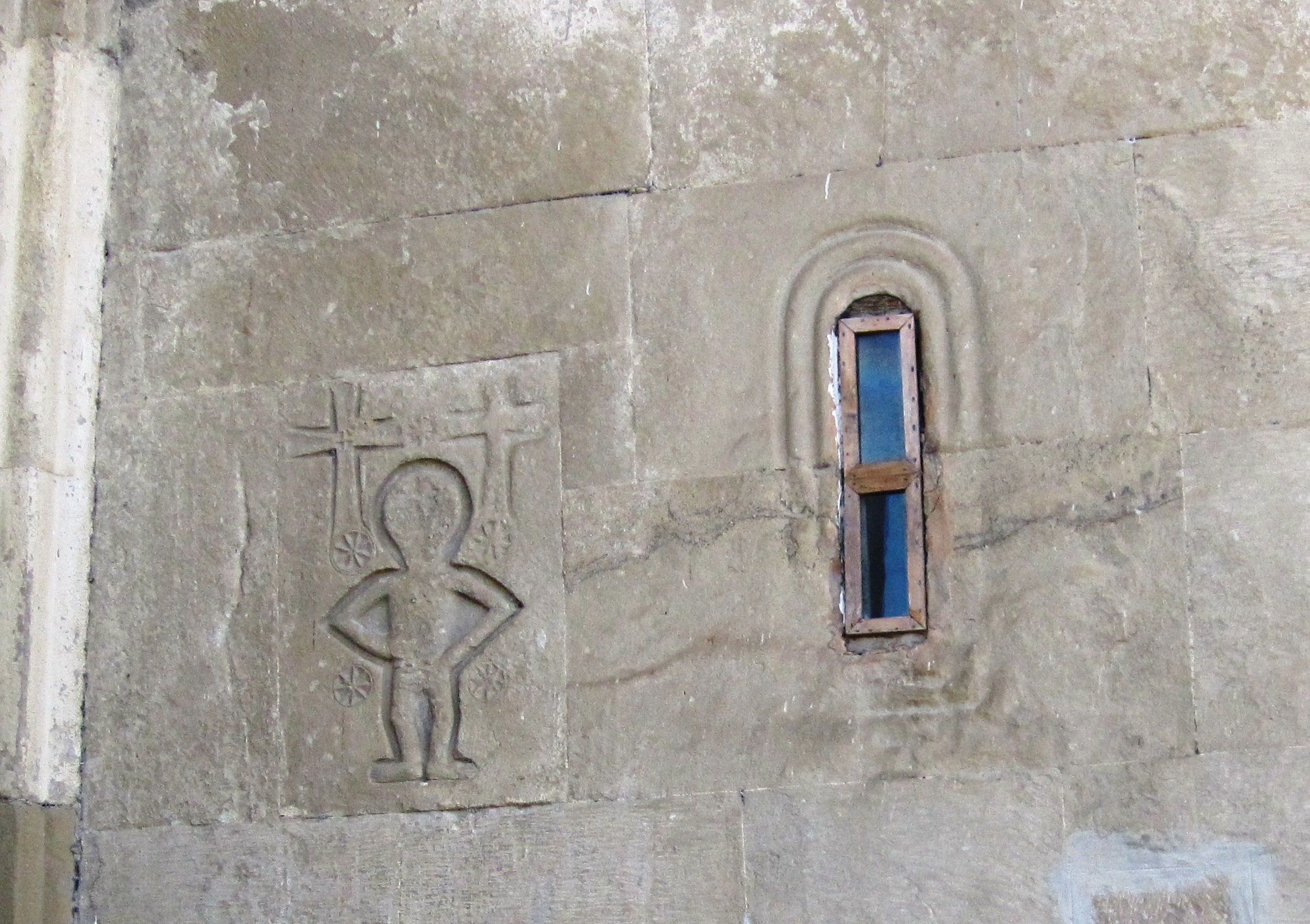
Койлонаглиф на стене монастыря Самтавро в Мцхете, Грузия
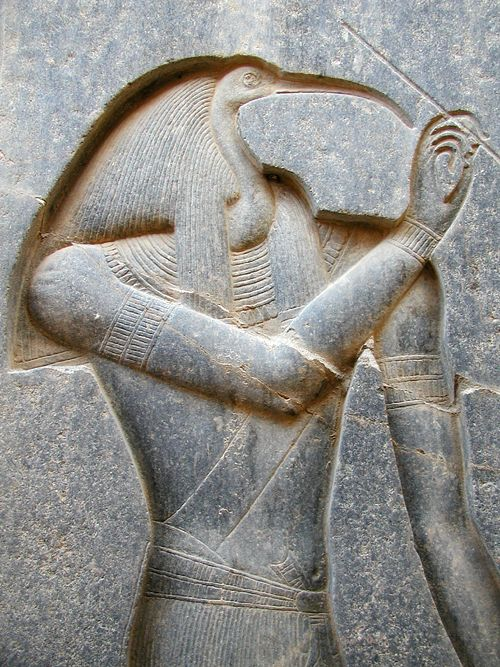
Фигура Тота, вырезанная на спинке трона сидящей статуи Рамзеса II
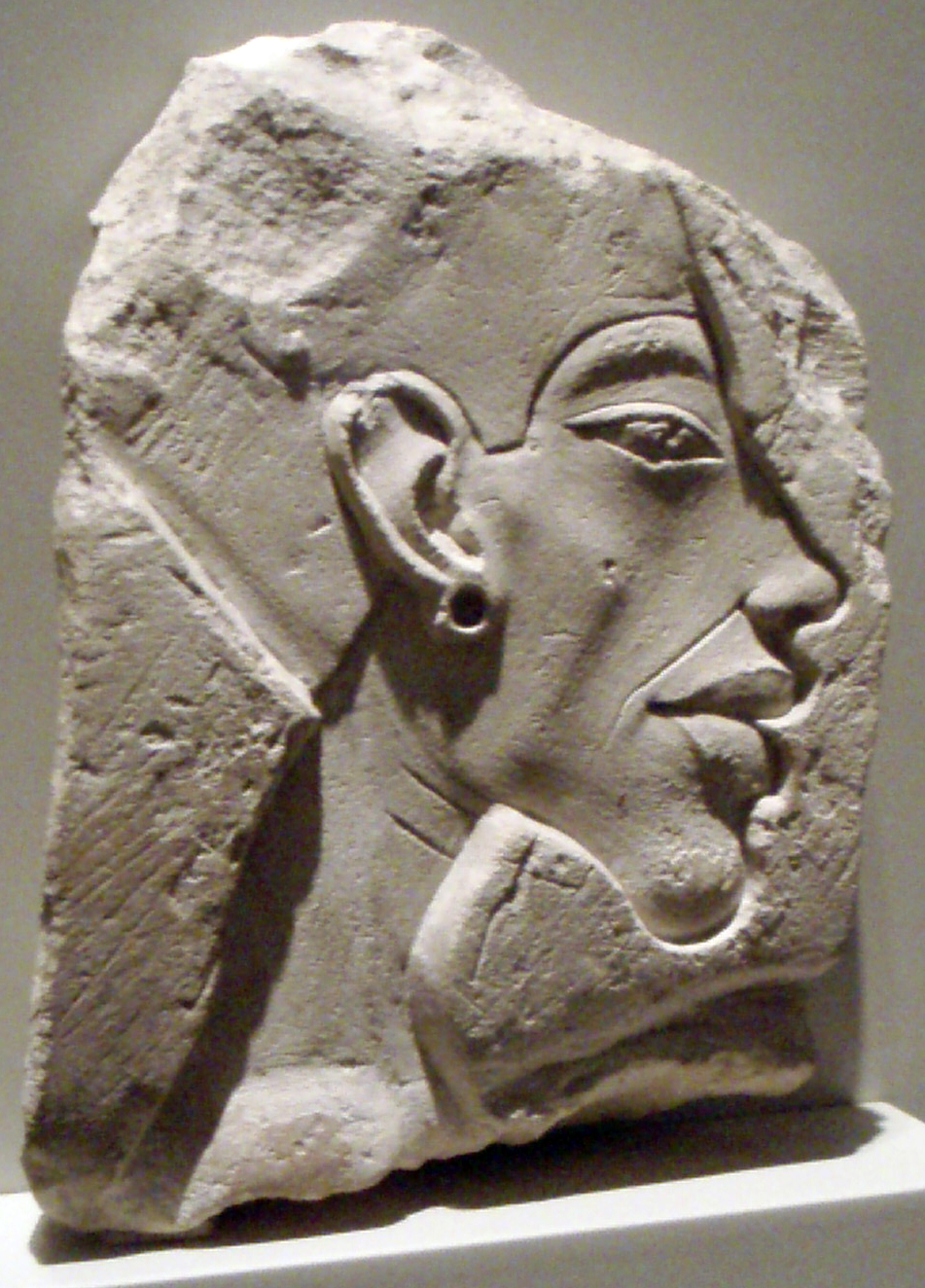
Портрет фараона Эхнатона. Египет, Новое царство. XVIII династия. Ок. 1345 г. до н. э. Старый музей, Берлин
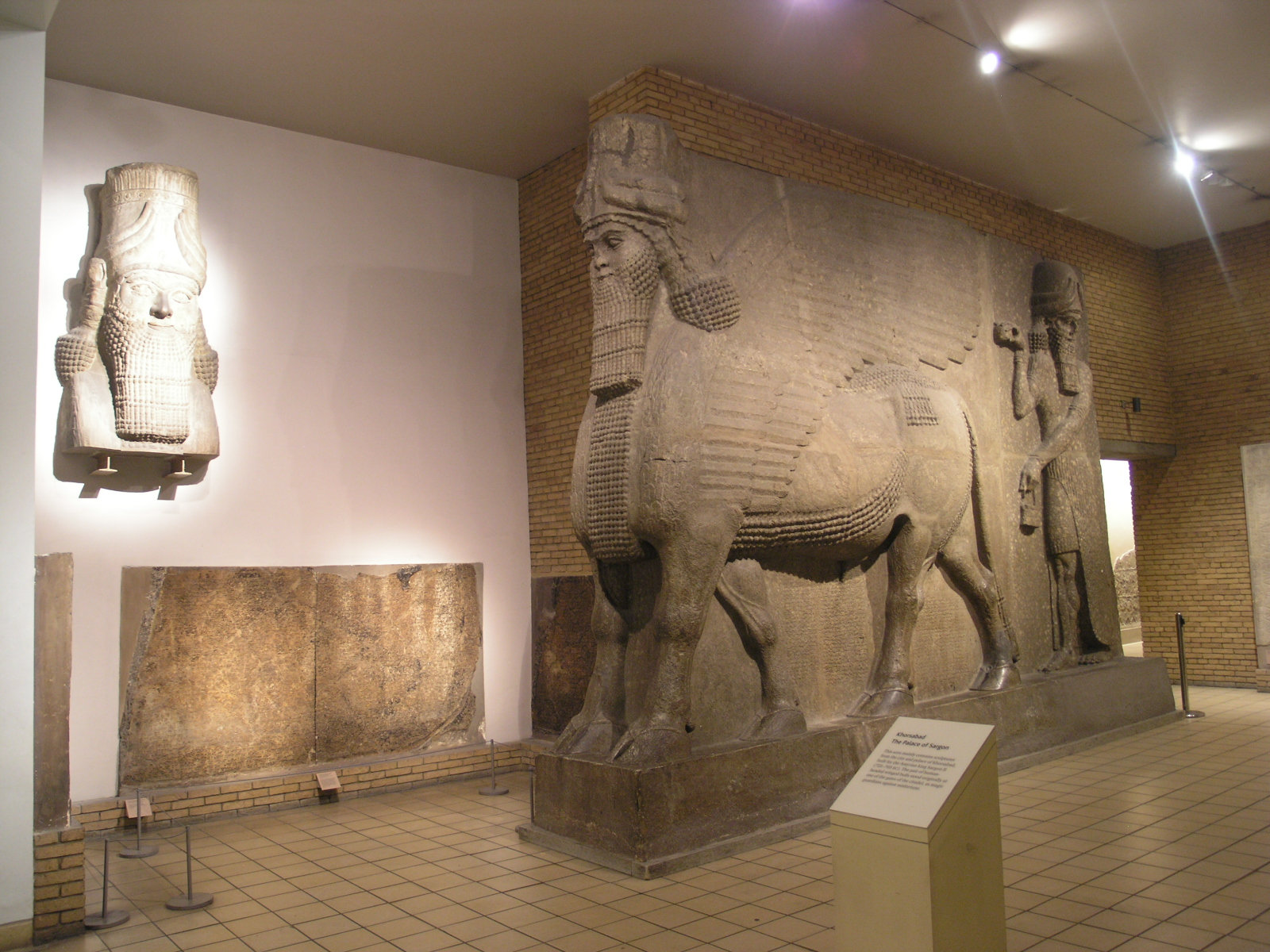
Бык «Шеду» из дворца Саргона II в Дур-Шаррукине (Хорсабад). 713—707 гг. до н. э. Пример симультанного изображения: два рельефа (фас и профиль), составленные под прямым углом, образуют скульптуру (отсюда «лишняя» пятая нога быка). Британский музей, Лондон
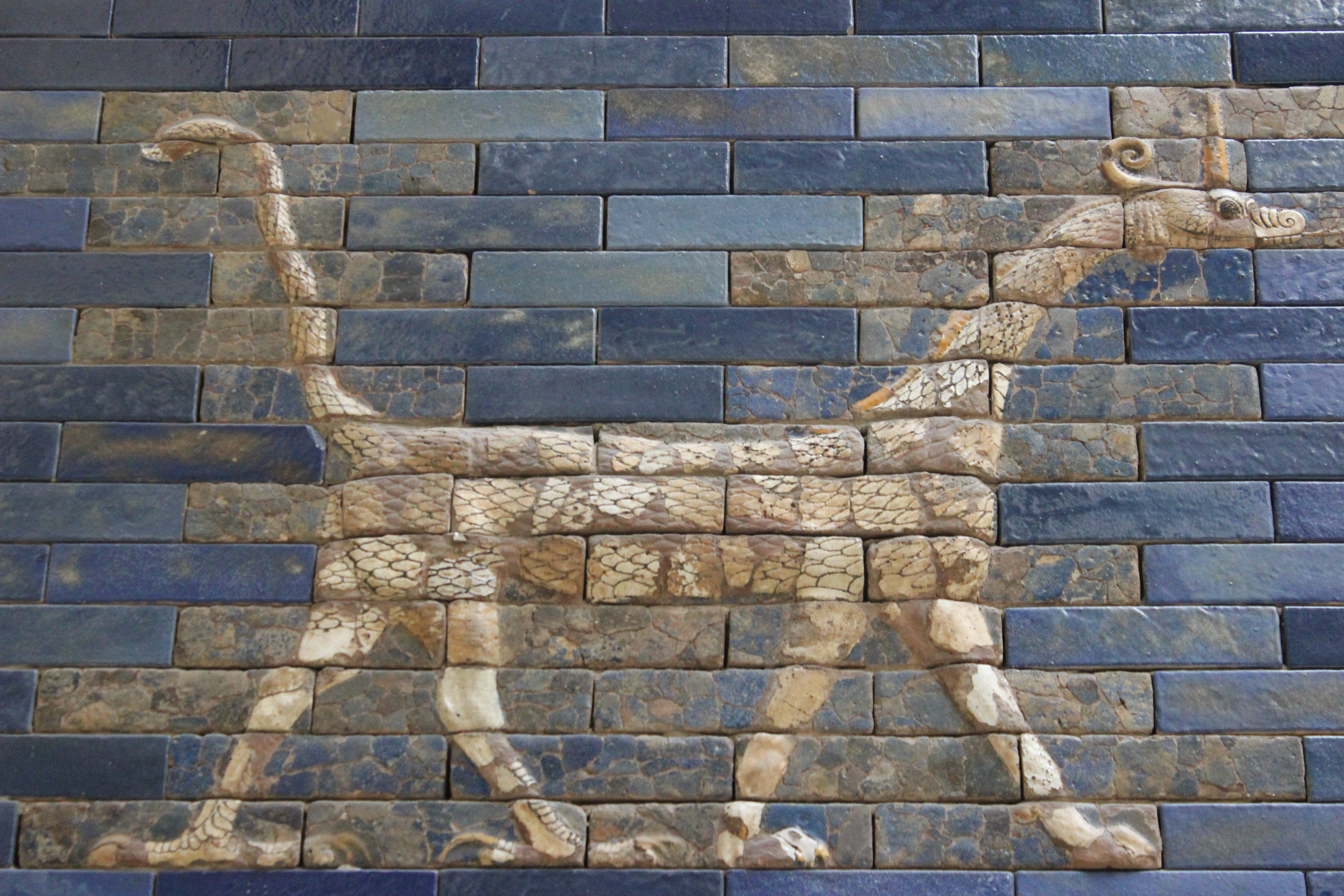
Дракон «Мушхуш». Рельеф «Дороги процессий» Ворот богини Иштар в Древнем Вавилоне. 575 г. до н. э. Глазурованный кирпич. Реконструкция. Пергамский музей, Берлин
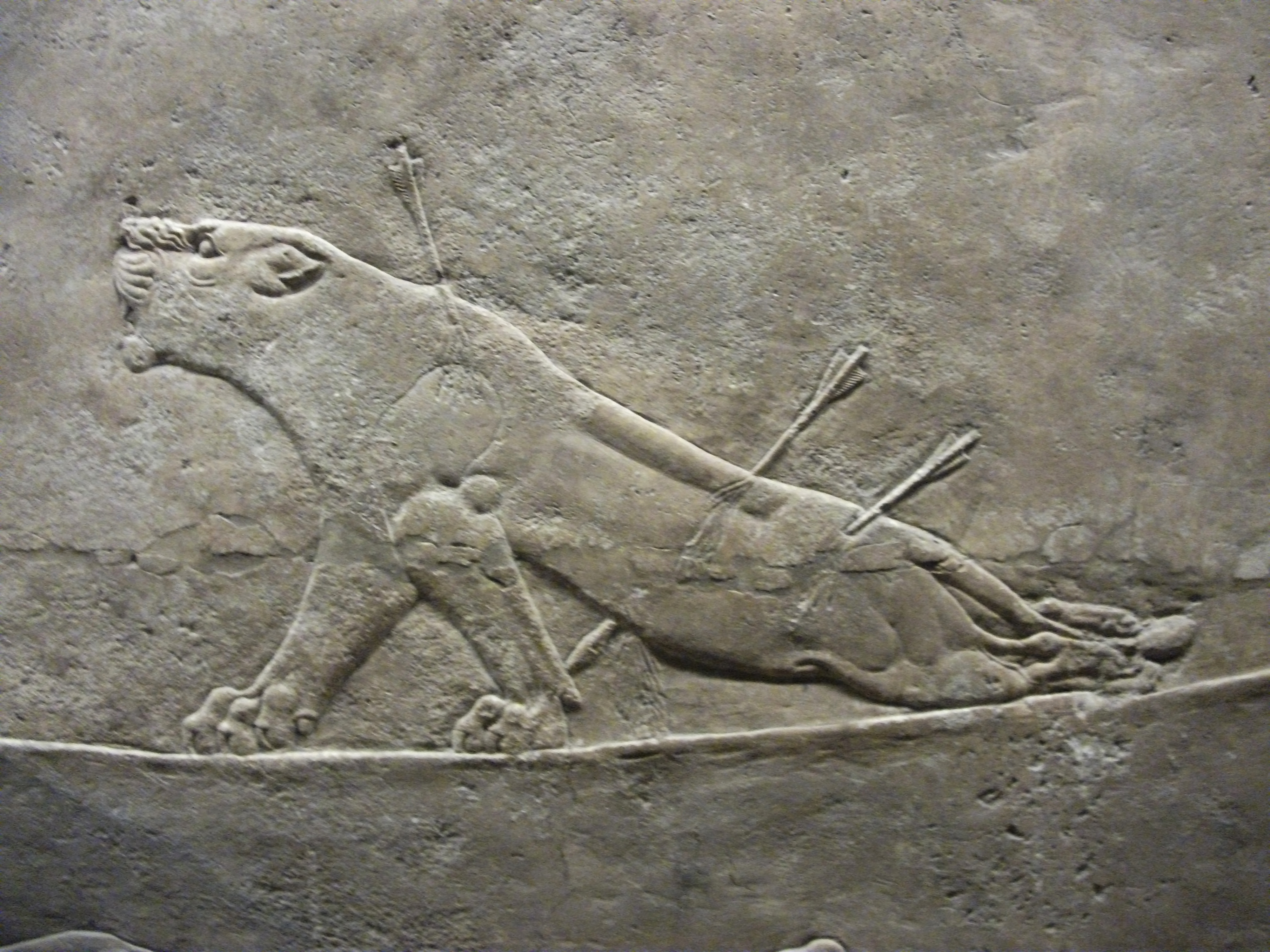
Раненая львица. Львиная охота Ашшурбанипала. Рельеф из дворца царя Ашшурбанапала в Ниневии. 645—635 гг. до н. э. Британский музей, Лондон
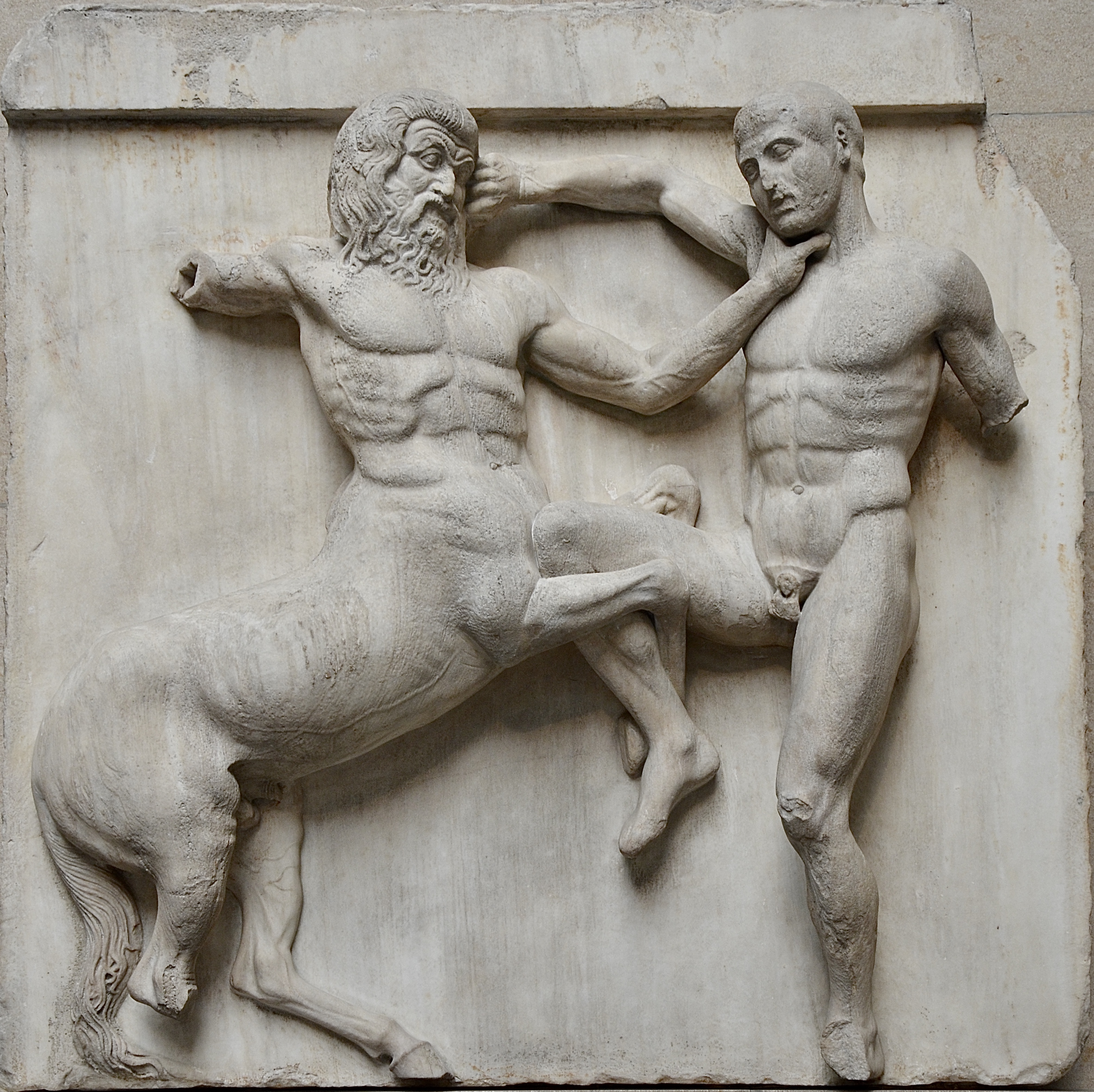
Битва лапифа с кентавром. Метопа фриза Парфенона Афинского акрополя. Ок. 440 г. до н. э. Мрамор. Британский музей, Лондон
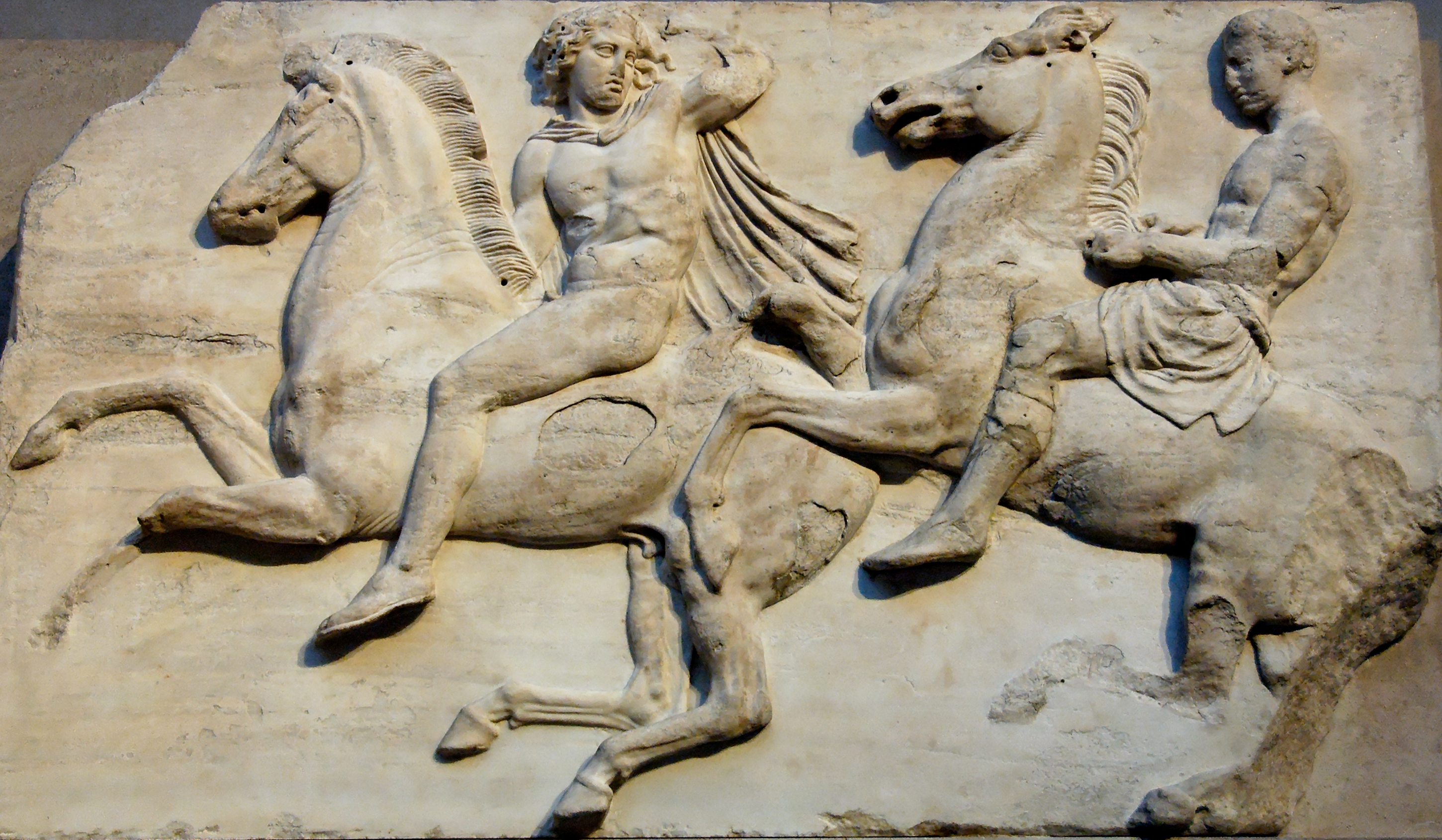
Всадники. Деталь западной части фриза Парфенона Афинского Акрополя. Ок. 440 г. до н. э. Мрамор. Британский музей, Лондон
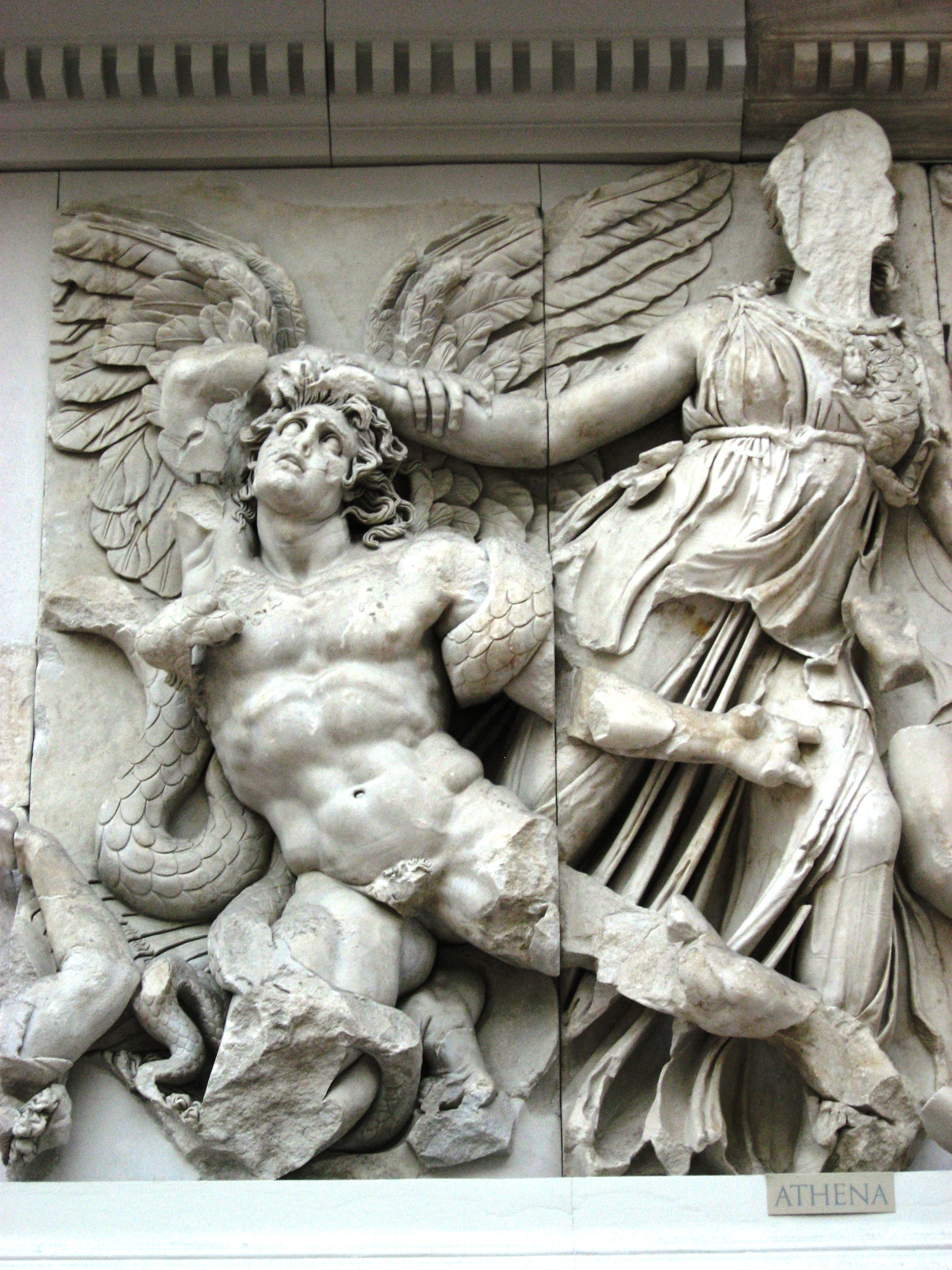
Афина и Алкионей. Деталь восточной части фриза Алтаря Зевса в Пергаме. 164—156 гг. до н. э. Мрамор. Пергамский музей, Берлин
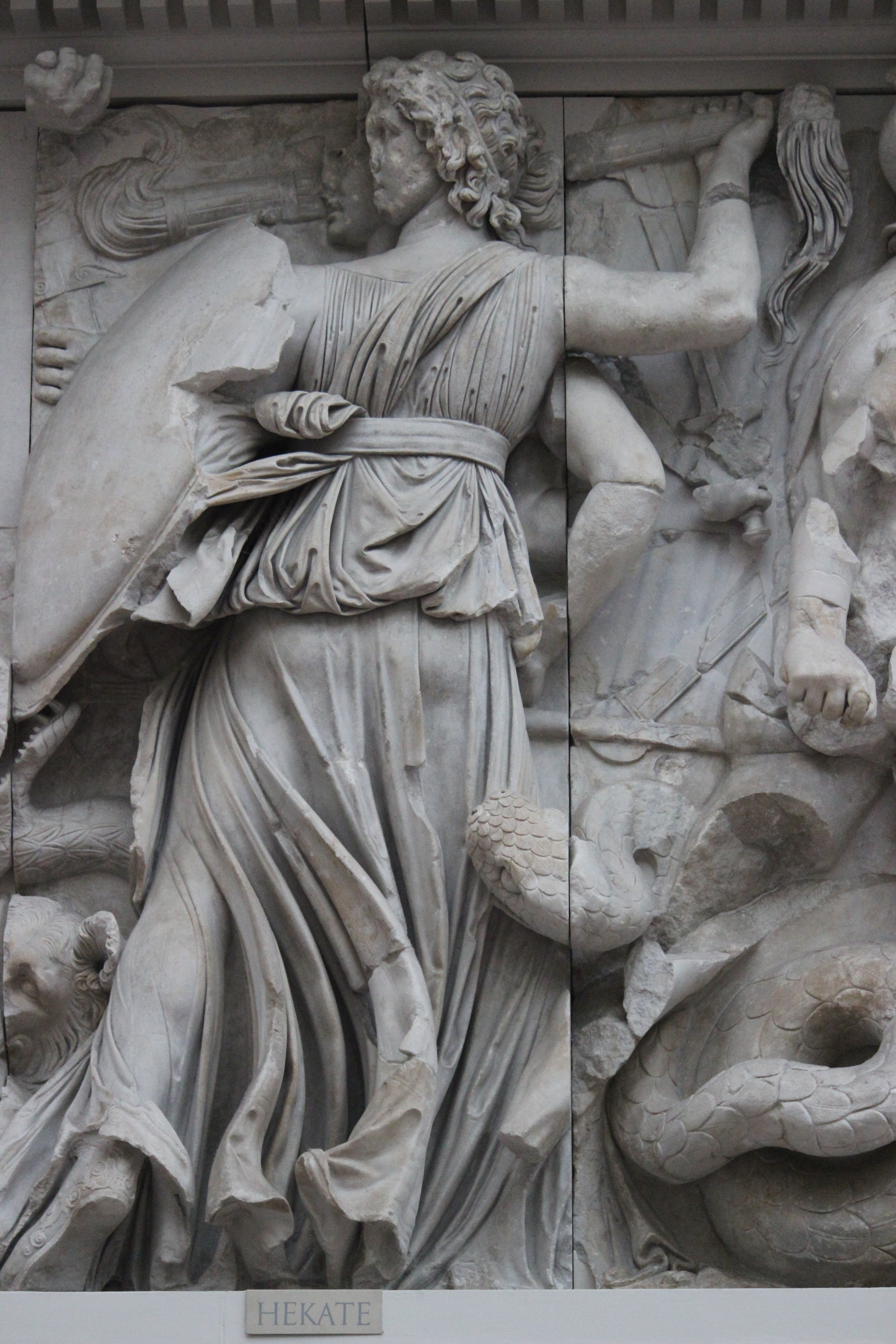
Геката против гигантов. Деталь северной части фриза Алтаря Зевса в Пергаме. 164—156 гг. до н. э. Мрамор. Пергамский музей, Берлин
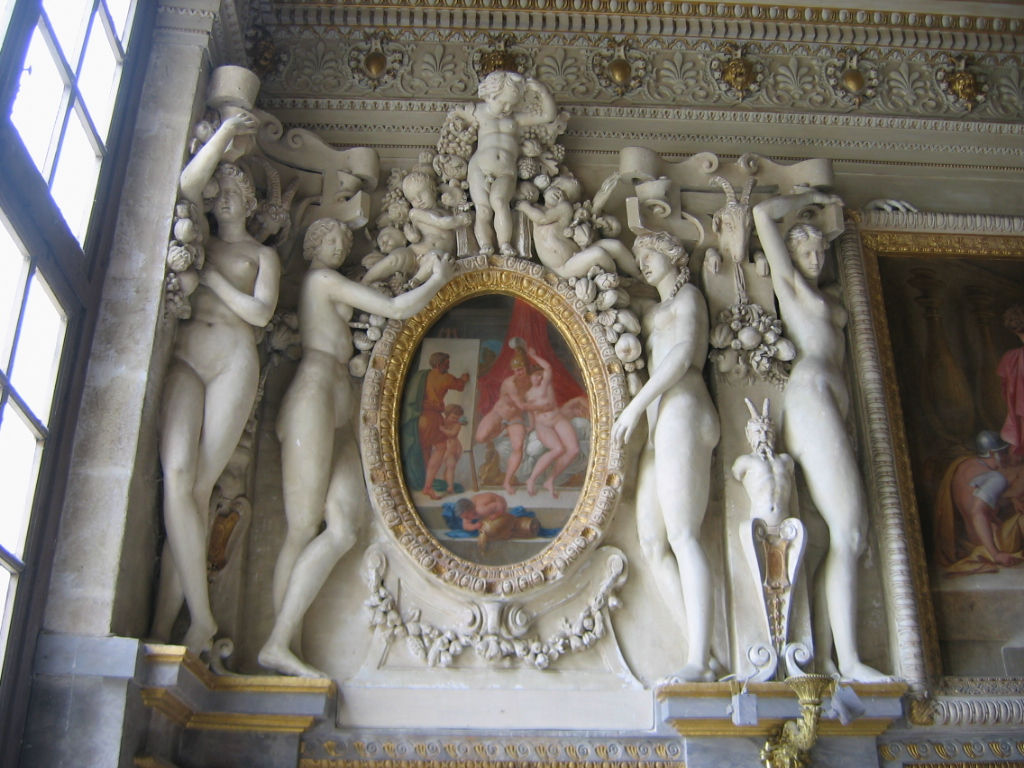
Горельеф стукко. По рисунку Ф. Приматиччо. Ок. 1550 г. Дворец Фонтенбло, Франция
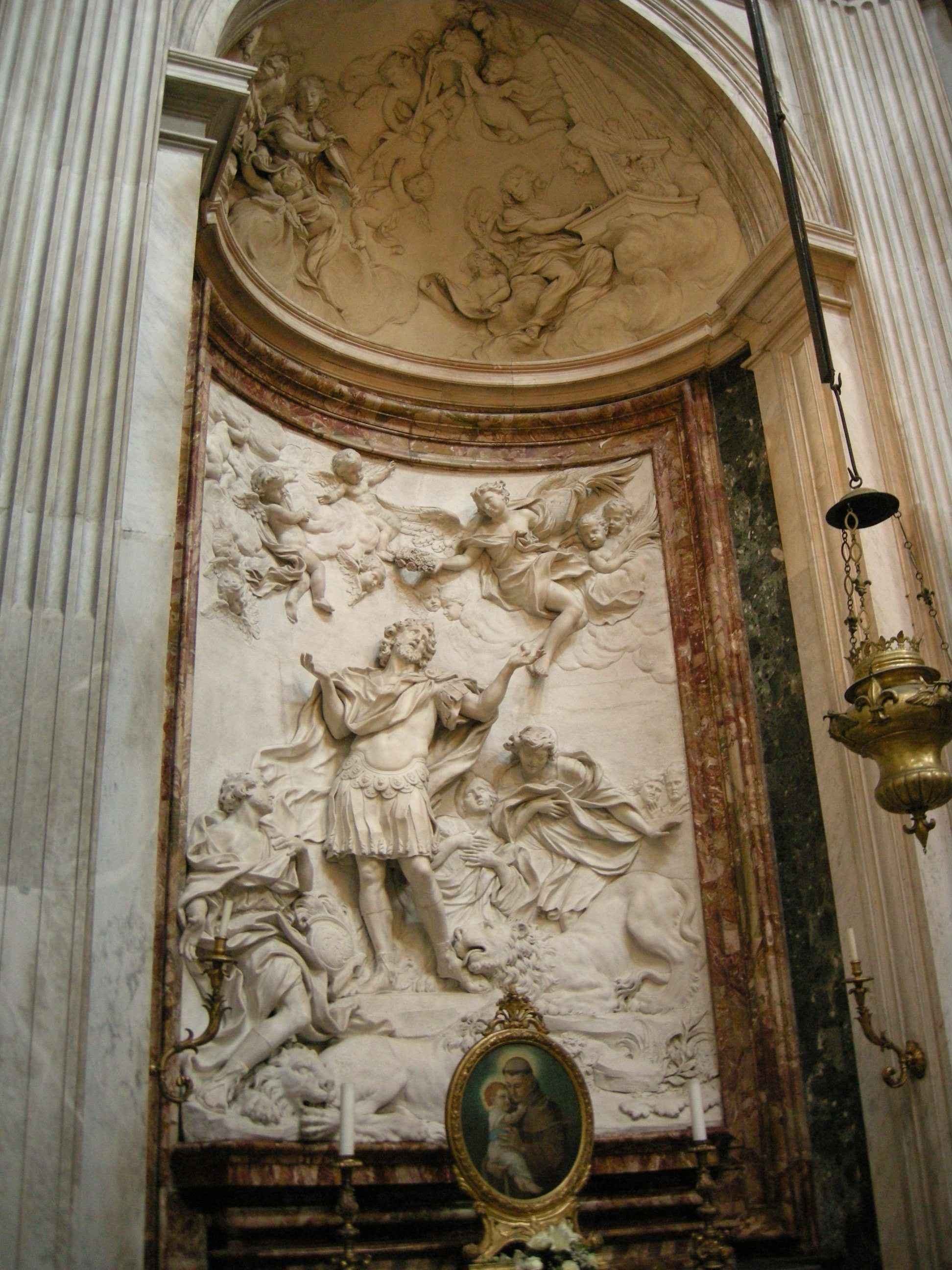
М. Кафа, Э. Феррата. Мученичество Св. Ефстафия. Рельеф бокового алтаря церкви Сант-Аньезе-ин-Агоне в Риме. 1680-е гг.